# Fußball-Club Würzburger Kickers 2018-2019
Questa voce raccoglie le informazioni riguardanti il Fußball-Club Würzburger Kickers nelle competizioni ufficiali della stagione 2018-2019.

## Stagione
Nella stagione 2018-2019 il Würzburger Kickers, allenato da Michael Schiele, concluse il campionato di 3. Liga al 5º posto.

## Rosa
| N. |                     | Ruolo | Calciatore         |
| -- | ------------------- | ----- | ------------------ |
| 1  | Germania (bandiera) | P     | Leon Bätge         |
| 4  | Germania (bandiera) | D     | Ibrahim Hajtić     |
| 5  | Germania (bandiera) | D     | Hendrik Hansen     |
| 7  | Germania (bandiera) | C     | Fabio Kaufmann     |
| 8  | Germania (bandiera) | C     | Dave Gnaase        |
| 9  | Germania (bandiera) | A     | Dominic Baumann    |
| 10 | Germania (bandiera) | C     | Simon Skarlatidis  |
| 11 | Germania (bandiera) | A     | Enis Bytyqi        |
| 12 | Germania (bandiera) | C     | Patrick Sontheimer |
| 14 | Canada (bandiera)   | C     | Caniggia Elva      |
| 15 | Germania (bandiera) | C     | Enes Küc           |
| 16 | Germania (bandiera) | C     | Dennis Mast        |
| 17 | Germania (bandiera) | A     | Leonard Langhans   |
| 19 | Svizzera (bandiera) | A     | Orhan Ademi        |
| 20 | Germania (bandiera) | C     | Patrick Breitkreuz |

| N. |                        | Ruolo | Calciatore            |
| -- | ---------------------- | ----- | --------------------- |
| 21 | Germania (bandiera)    | P     | Patrick Drewes        |
| 22 | Germania (bandiera)    | C     | Daniel Hägele         |
| 23 | Germania (bandiera)    | C     | Florian Kohls         |
| 24 | Germania (bandiera)    | P     | Nico Stephan          |
| 25 | Germania (bandiera)    | C     | Dominik Meisel        |
| 26 | Germania (bandiera)    | C     | Janik Bachmann        |
| 27 | Germania (bandiera)    | D     | Sebastian Schuppan    |
| 28 | Germania (bandiera)    | D     | Peter Kurzweg         |
| 31 | Germania (bandiera)    | C     | Patrick Göbel         |
| 32 | Ghana (bandiera)       | D     | Phil Ofosu-Ayeh       |
| 33 | Paesi Bassi (bandiera) | P     | Eric Verstappen       |
| 37 | Germania (bandiera)    | C     | Onur Ünlücifci        |
| 39 | Germania (bandiera)    | D     | Kevin Frisorger       |
| 40 | Germania (bandiera)    | P     | Maximilian Humpenöder |
| 40 | Germania (bandiera)    | P     | Julian Koch           |

## Organigramma societario
Area tecnica
- Allenatore: Michael Schiele
- Allenatore in seconda: Lamine Cissé, Tim Stegmann
- Preparatore dei portieri: Robert Wulnikowski
- Preparatori atletici: Philipp Kunz

## Calciomercato

### Sessione estiva
| Acquisti | Acquisti           | Acquisti              | Acquisti |
| R.       | Nome               | da                    | Modalità |
| -------- | ------------------ | --------------------- | -------- |
| C        | Caniggia Elva      | Sconosciuta           |          |
| D        | Peter Kurzweg      | Union Berlino         |          |
| C        | Patrick Breitkreuz | Wehen Wiesbaden       |          |
| C        | Janik Bachmann     | Chemnitz              |          |
| P        | Leon Bätge         | Eintracht Francoforte |          |
| C        | Dave Gnaase        | Heidenheim            |          |
| C        | Daniel Hägele      | Sonnenhof G.          |          |
| D        | Ibrahim Hajtić     | Heidenheim            |          |
| D        | Marvin Kleihs      | Weiche Flensburgo     |          |
| C        | Enes Küc           | Berliner AK 07        |          |
| P        | Nico Stephan       | Erzgebirge Aue U19    |          |

| Cessioni | Cessioni              | Cessioni          | Cessioni |
| R.       | Nome                  | a                 | Modalità |
| -------- | --------------------- | ----------------- | -------- |
| D        | Marvin Kleihs         | Berliner AK 07    |          |
| D        | Franko Uzelac         | Babelsberg        |          |
| A        | Maximilian Breunig    | Ingolstadt 04 U19 |          |
| P        | Wolfgang Hesl         | Kaiserslautern    |          |
| C        | Björn Jopek           | Hallescher        |          |
| C        | Ioannis Karsanidis    | Chemnitz          |          |
| A        | Marco Königs          | Hansa Rostock     |          |
| A        | Felix Müller          | Sandhausen        |          |
| D        | Sebastian Neumann     | Duisburg          |          |
| D        | Jannis Nikolaou       | Dinamo Dresda     |          |
| C        | Emanuel Taffertshofer | Sandhausen        |          |

### Sessione invernale
| Acquisti | Acquisti           | Acquisti       | Acquisti |
| R.       | Nome               | da             | Modalità |
| -------- | ------------------ | -------------- | -------- |
| D        | Phil Ofosu-Ayeh    | Hansa Rostock  |          |
| C        | Patrick Sontheimer | Greuther Fürth |          |
| P        | Eric Verstappen    | TeBe Berlino   |          |

| Cessioni | Cessioni              | Cessioni           | Cessioni |
| R.       | Nome                  | a                  | Modalità |
| -------- | --------------------- | ------------------ | -------- |
| D        | Kai Wagner            | Philadelphia Union |          |
| D        | Anthony Syhre         | Fortuna Sittard    |          |
| D        | Maximilian Ahlschwede | Hansa Rostock      |          |

## Risultati

### 3. Liga

#### Girone di andata
| Arbitro: | Thomsen |

|                               |           |            |
| Ajdini 65’ Farrona-Pulido 90’ | Marcatori | 34’ Gnaase |

| Arbitro: | Jöllenbeck |

|  |           |                          |
|  | Marcatori | 48’ Ibrahimaj 76’ Kefkir |

| Arbitro: | Sather |

|                            |           |                          |
| Traut 3’ Morys 8’ Sarr 37’ | Marcatori | 31’ Mast 81’ Skarlatidis |

| Arbitro: | Fritsch |

|                                       |           |           |
| Ademi 28’ Skarlatidis 44’ Baumann 64’ | Marcatori | 89’ Mamba |

| Arbitro: | Winter |

|  |           |                                                   |
|  | Marcatori | 29’ Hansen 47’ Skarlatidis 63’ Bachmann 81’ Ademi |

| Arbitro: | Skorczyk |

|                                    |           |                  |
| Göbel 20’ Baumann 81’ Kaufmann 87’ | Marcatori | 45’ Brandstetter |

| Arbitro: | Bramlage |

|  |           |             |
|  | Marcatori | 55’ Baumann |

| Arbitro: | Lossius |

|             |           |             |
| Baumann 20’ | Marcatori | 28’ Hofmann |

| Arbitro: | Lechner |

|                      |           |          |
| Ademi 45’ Gnaase 90’ | Marcatori | 5’ Undav |

| Arbitro: | Müller |

|              |           |                 |
| Grimaldi 64’ | Marcatori | 82’ Skarlatidis |

| Würzburg 8 ottobre 2018, ore 19:00 CEST 11ª giornata | Kickers Würzburg | 0 – 0 referto | Sonnenhof G. | flyeralarm Arena (5 074 spett.)\| Arbitro: \| Osmers \| |
| Arbitro:                                             | Osmers           |               |              |                                                         |

| Arbitro: | Heft |

|                |           |  |
| Kobylański 76’ | Marcatori |  |

| Arbitro: | Schmidt |

|                  |           |                 |
| Ademi 21’ (rig.) | Marcatori | 17’, 55’ Fetsch |

| Arbitro: | Bramlage |

|                 |           |           |
| Pourié 41’, 82’ | Marcatori | 51’ Göbel |

| Arbitro: | Aarnink |

|  |           |                            |
|  | Marcatori | 21’ Reinhardt 25’ Könnecke |

| Colonia 24 novembre 2018, ore 14:00 CET 16ª giornata | Fortuna Colonia | 0 – 0 referto | Kickers Würzburg | Südstadion (1 502 spett.)\| Arbitro: \| Alt \| |
| Arbitro:                                             | Alt             |               |                  |                                                |

| Arbitro: | Weickenmeier |

|                                                                 |           |                       |
| Bachmann 23’ Schuppan 62’ Ademi 69’ (rig.) Baumann 73’ Mast 90’ | Marcatori | 15’ Eckardt 30’ Tietz |

| Kaiserslautern 8 dicembre 2018, ore 14:00 CET 18ª giornata | Kaiserslautern | 0 – 0 referto | Kickers Würzburg | Fritz-Walter-Stadion (17 638 spett.)\| Arbitro: \| Müller \| |
| Arbitro:                                                   | Müller         |               |                  |                                                              |

| Arbitro: | Lossius |

|                        |           |                              |
| Ademi 15’ Kaufmann 69’ | Marcatori | 12’ Straith 77’ Oesterhelweg |

#### Girone di ritorno
| Arbitro: | Lechner |

|              |           |                            |
| Kaufmann 31’ | Marcatori | 36’ Farrona-Pulido 73’ Agu |

| Arbitro: | Schröder |

|  |           |                                     |
|  | Marcatori | 35’ Bachmann 58’ Gnaase 65’ Baumann |

| Arbitro: | Bokop |

|                              |           |           |
| Skarlatidis 24’ Schuppan 90’ | Marcatori | 67’ Morys |

| Arbitro: | Lossius |

|              |           |                       |
| Rangelov 78’ | Marcatori | 11’ Baumann 59’ Ademi |

| Arbitro: | Fritsch |

|  |           |                       |
|  | Marcatori | 10’ Breier 12’ Soukou |

| Arbitro: | Jöllenbeck |

|  |           |               |
|  | Marcatori | 9’, 82’ Ademi |

| Arbitro: | Storks |

|  |           |              |
|  | Marcatori | 17’ Schimmer |

| Arbitro: | Rafalski |

|                              |           |                      |
| Otto 59’ Pfitzner 81’ (rig.) | Marcatori | 27’ Elva 68’ Kurzweg |

| Arbitro: | Börner |

|                |           |            |
| Proschwitz 48’ | Marcatori | 25’ Gnaase |

| Arbitro: | Lechner |

|                    |           |         |
| Ademi 20’ Elva 27’ | Marcatori | 31’ Lex |

| Arbitro: | Müller |

|                         |           |              |
| Janjić 82’ Hoffmann 90’ | Marcatori | 87’ Bachmann |

| Arbitro: | Gasteier |

|                                     |           |                          |
| Elva 43’ Breitkreuz 52’ Baumann 79’ | Marcatori | 57’ Akono 82’ Kobylański |

| Arbitro: | Skorczyk |

|           |           |  |
| Jopek 20’ | Marcatori |  |

| Würzburg 15 aprile 2019, ore 19:00 CEST 33ª giornata | Kickers Würzburg | 0 – 0 referto | Karlsruhe | flyeralarm Arena (7 854 spett.)\| Arbitro: \| Wollenweber \| |
| Arbitro:                                             | Wollenweber      |               |           |                                                              |

| Arbitro: | Osmanagic |

|                          |           |  |
| Lange 70’ Lauberbach 90’ | Marcatori |  |

| Arbitro: | Zorn |

|                                        |           |  |
| Uaferro 49’ (aut.) Schuppan 54’ (rig.) | Marcatori |  |

| Arbitro: | Wollenweber |

|                                  |           |                                           |
| Starke 6’ Tietz 55’ Brügmann 84’ | Marcatori | 31’, 82’ Skarlatidis 36’ Baumann 78’ Elva |

| Arbitro: | Fritsch |

|                      |           |  |
| Ademi 8’ Baumann 69’ | Marcatori |  |

| Arbitro: | Weickenmeier |

|             |           |                             |
| Lindner 29’ | Marcatori | 50’ Kaufmann 87’ Breitkreuz |

## Statistiche

### Statistiche di squadra
| Competizione | Punti | In casa | In casa | In casa | In casa | In casa | In casa | In trasferta | In trasferta | In trasferta | In trasferta | In trasferta | In trasferta | Totale | Totale | Totale | Totale | Totale | Totale | DR  |
| Competizione | Punti | G       | V       | N       | P       | Gf      | Gs      | G            | V            | N            | P            | Gf           | Gs           | G      | V      | N      | P      | Gf     | Gs     | DR  |
| ------------ | ----- | ------- | ------- | ------- | ------- | ------- | ------- | ------------ | ------------ | ------------ | ------------ | ------------ | ------------ | ------ | ------ | ------ | ------ | ------ | ------ | --- |
| 3. Liga      | 57    | 19      | 9       | 4       | 6       | 29      | 23      | 19           | 7            | 5            | 7            | 27           | 22           | 38     | 16     | 9      | 13     | 56     | 45     | +11 |
| Totale       | 57    | 19      | 9       | 4       | 6       | 29      | 23      | 19           | 7            | 5            | 7            | 27           | 22           | 38     | 16     | 9      | 13     | 56     | 45     | +11 |

### Andamento in campionato
| Giornata  | 1  | 2  | 3  | 4  | 5  | 6 | 7 | 8 | 9 | 10 | 11 | 12 | 13 | 14 | 15 | 16 | 17 | 18 | 19 | 20 | 21 | 22 | 23 | 24 | 25 | 26 | 27 | 28 | 29 | 30 | 31 | 32 | 33 | 34 | 35 | 36 | 37 | 38 |
| --------- | -- | -- | -- | -- | -- | - | - | - | - | -- | -- | -- | -- | -- | -- | -- | -- | -- | -- | -- | -- | -- | -- | -- | -- | -- | -- | -- | -- | -- | -- | -- | -- | -- | -- | -- | -- | -- |
| Luogo     | T  | C  | T  | C  | T  | C | T | C | C | T  | C  | T  | C  | T  | C  | T  | C  | T  | C  | C  | T  | C  | T  | C  | T  | C  | T  | T  | C  | T  | C  | T  | C  | T  | C  | T  | C  | T  |
| Risultato | P  | P  | P  | V  | V  | V | V | N | V | N  | N  | P  | P  | P  | P  | N  | V  | N  | N  | P  | V  | V  | V  | P  | V  | P  | N  | N  | V  | P  | V  | P  | N  | P  | V  | V  | V  | V  |
| Posizione | 14 | 19 | 20 | 17 | 11 | 7 | 3 | 4 | 2 | 5  | 5  | 7  | 10 | 11 | 13 | 12 | 10 | 10 | 11 | 12 | 10 | 8  | 7  | 8  | 7  | 8  | 10 | 10 | 5  | 7  | 7  | 7  | 6  | 8  | 7  | 7  | 5  | 5  |

Legenda:

Luogo: C = Casa; T = Trasferta. Risultato: V = Vittoria; N = Pareggio; P = Sconfitta.

### Statistiche dei giocatori
| O. Ademi       | 35 | 11 | 3  | 0 |
| M. Ahlschwede  | 3  | 0  | 0  | 0 |
| J. Bachmann    | 31 | 4  | 5  | 1 |
| D. Baumann     | 38 | 10 | 4  | 0 |
| P. Breitkreuz  | 26 | 2  | 0  | 1 |
| E. Bytyqi      | 2  | 0  | 0  | 0 |
| L. Bätge       | 14 | 0  | 0  | 0 |
| P. Drewes      | 19 | 0  | 1  | 0 |
| C. Elva        | 17 | 4  | 1  | 0 |
| K. Frisorger   | 0  | 0  | 0  | 0 |
| D. Gnaase      | 34 | 4  | 14 | 1 |
| P. Göbel       | 37 | 2  | 4  | 0 |
| I. Hajtić      | 14 | 0  | 4  | 1 |
| H. Hansen      | 14 | 1  | 2  | 0 |
| M. Humpenöder  | 0  | 0  | 0  | 0 |
| D. Hägele      | 34 | 0  | 3  | 0 |
| F. Kaufmann    | 35 | 4  | 6  | 1 |
| J. Koch        | 0  | 0  | 0  | 0 |
| F. Kohls       | 2  | 0  | 0  | 0 |
| P. Kurzweg     | 26 | 1  | 8  | 0 |
| E. Küc         | 17 | 0  | 1  | 0 |
| L. Langhans    | 0  | 0  | 0  | 0 |
| D. Mast        | 16 | 2  | 1  | 0 |
| D. Meisel      | 0  | 0  | 0  | 0 |
| P. Ofosu-Ayeh  | 4  | 0  | 0  | 1 |
| S. Schuppan    | 35 | 3  | 10 | 0 |
| S. Skarlatidis | 36 | 7  | 2  | 0 |
| P. Sontheimer  | 11 | 0  | 1  | 1 |
| N. Stephan     | 0  | 0  | 0  | 0 |
| A. Syhre       | 9  | 0  | 2  | 0 |
| E. Verstappen  | 5  | 0  | 1  | 0 |
| K. Wagner      | 13 | 0  | 1  | 0 |
| O. Ünlücifci   | 3  | 0  | 0  | 0 |